# Andrzej Frydecki
Andrzej Frydecki (ur. 26 listopada 1903 w Sosnowcu, zm. 7 lipca 1989 we Wrocławiu) – polski architekt, wykładowca Politechniki Wrocławskiej.

## Życiorys
Po ukończeniu w 1922 Państwowego Gimnazjum im. Stanisława Staszica w Sosnowcu wyjechał do Lwowa, gdzie rozpoczął studia na tamtejszej Politechnice, na Wydziale Architektury. Od 1928 był asystentem, a następnie adiunktem w katedrach prowadzonych przez prof. Władysława Derdackiego i prof. Witolda Minkiewicza. W 1930 ukończył studia i uzyskał uprawnienia budowlane, a następnie rozpoczął pracę architekta. Od 1934 był wiceprezesem lwowskiego Stowarzyszenia Architektów Polskich.
Po wybuchu II wojny światowej pozostał we Lwowie, w maju 1943 został przez hitlerowców zmuszony do opuszczenia miasta. Razem z rodziną zamieszkał w Czudcu, po wkroczeniu Armii Czerwonej przeniósł się do Rzeszowa, gdzie w Wydziale Odbudowy Urzędu Wojewódzkiego kierował wspólnie z prof. Marianem Osińskim Działem Planowania i Odbudowy. W 1945 wyjechał do Katowic, gdzie przez trzy lata pracował jako kierownik, a następnie dyrektor Działu Miast w Regionalnej Dyrekcji Planowania Przestrzennego. Równocześnie od 1945 przez rok nauczał projektowania w Śląskich Zakładach Technicznych. Od 1947 wykładał na Politechnice Wrocławskiej projektowania na Wydziale Architektury w Katedrze Budownictwa Utylitarnego, w 1948 przeniósł się do Wrocławia na stałe.

## Wybrane realizacje

### Okres lwowski
- Dom PZUW we Lwowie (1928)
- Budowa oddziału na 120 łóżek w szpitalu psychiatrycznym w Kobierzynie (1928)
- Projekt gmachu Miejskich Zakładów Elektrycznych – III miejsce (1934 – współpraca ze Stefanem Porębowiczem)
- Projekty domów w konkursie zorganizowanym przez lwowskie instytucje bankowe (1934 – wspólnie ze Zbigniewem Chwalibogiem, Julianem Duchowiczem, Witoldem Kolbuszowskim)
- Budowa kościoła Matki Boskiej Królowej Polski w Sychowie (rozpoczęcie – 1936)
- Projekt konstrukcji Domu Żołnierza Polskiego we Lwowie (współautor: Stefan Porębowicz, zatwierdzony w 1932, budowa rozpoczęta w 1934, przed 1935 przerwana[1]; ukończono w 1961 według założeń Ludmiły Niwiny)
- Projekt pensjonatu w Morszynie
- Projekt Domu Związków Wojskowych we Lwowie
- Projekt ośrodka wypoczynkowego w Skolem
- Projekt przedszkola w Delatynie
- Kierownik budowy gmachu Polskiego Radia we Lwowie

### Po 1945 roku
- Projekt konkursowy gmachu Szkoły Przemysłu Hutniczego w Katowicach
- Programy miejscowego planu zagospodarowania przestrzennego m. Będzina, Żor, Sosnowca
- Projekt zabudowy osiedla górniczego nr 11 w Katowicach
- Projekt i realizacja przebudowy Teatru Polskiego we Wrocławiu
- Projekt konkursowy gmachu Wydziału Lotnictwa i Mechaniki Politechniki Wrocławskiej
- Projekt i realizacja gmachu Wydziału Mechanicznego Politechniki Wrocławskiej
- Projekt konkurs Akademii Medycznej we Wrocławiu
- Projekt konkurs na układ architektoniczno-urbanistyczny Placu Tadeusza Kościuszki we Wrocławiu

## Odznaczenia
- Krzyż Kawalerski Orderu Odrodzenia Polski -1958
- Krzyż Komandorski Orderu Odrodzenia Polski – 1964
- Złota Odznaka SARP (1972)